# ムカチェヴォ
ムカチェヴォ （ウクライナ語: Мукачево、ハンガリー語: Munkács）は、ウクライナ西部のザカルパッチャ州に位置する都市である。2017年の改称の以前にムカチェヴェ（ウクライナ語: Мука́чеве）として知られていた。

## 歴史

### 第二次世界大戦
1944年末、赤軍がカルパチア・ルテニアを襲撃した。当初、この領土は再興されたチェコスロバキアに与えられたが、1945年後半に両国間の条約によりムカチェヴォがソ連のウクライナ・ソビエト社会主義共和国に譲渡された。

### 独立ウクライナ
2002年以来、ムカチェヴォはローマ・カトリック教会のムカチェヴォ教区の本拠地となっている。ウクライナ地上軍第128山岳突撃旅団は第二次世界大戦以来ムカチェヴォを拠点としている。
教皇フランシスコは2023年12月11日にバチカンの聖ペトロ大聖堂でウクライナのビザンチン典礼・ムカチェヴォ教区の巡礼団と面会し、同教区の30年にわたる活動再開を祝した。教皇は、ムカチェヴォ教区を「殉教者たちの母」と呼び、長年の迫害の中で信仰を守った福者テオドル・ロムツァ司教をはじめとする殉教者たちを讃え、その保護と発展を祈った。

## 人口

### 言語
2001年の人口統計学データによるムカチェヴォ住民の母語:
| N  | 言語         | 人口   | %      |
| -- | ------------ | ------ | ------ |
| 1  | ウクライナ語 | 63 371 | 77,63  |
| 2  | ロシア語     | 8753   | 10,72  |
| 3  | ハンガリー語 | 7873   | 9,64   |
| 4  | ドイツ語     | 914    | 1,12   |
| 5  | ベラルーシ語 | 122    | 0,15   |
| 6  | スロバキア語 | 98     | 0,12   |
| 7  | アルメニア語 | 58     | 0,07   |
| 8  | ロマ語       | 39     | 0,05   |
| 9  | モルドバ語   | 24     | 0,03   |
| 10 | ルーマニア語 | 24     | 0,03   |
| 11 | ヘブライ語   | 24     | 0,03   |
| 12 | ポーランド語 | 18     | 0,02   |
| 13 | ブルガリア語 | 16     | 0,02   |
|    | その他       | 303    | 0,37   |
|    | 合計         | 81 637 | 100,00 |

### 民族
2001年の人口統計学データによるムカチェヴォ住民の民族:
| N | 民族         | 人口   | %     |
| - | ------------ | ------ | ----- |
| 1 | ウクライナ人 | 62 965 | 77,13 |
| 2 | ロシア人     | 7326   | 8,97  |
| 3 | ハンガリー人 | 6975   | 8,54  |
| 4 | ドイツ人     | 1592   | 1,95  |
| 5 | ロマ人       | 1130   | 1,38  |
| 6 | ベラルーシ人 | 352    | 0,43  |
| 7 | スロバキア人 | 303    | 0,37  |
|   | その他       | 994    | 1,22  |
|   | 合計         | 81 637 | 100,0 |

## 文化
ムカチェヴォにはムカチェヴォ演劇劇場がある。

### 教会
ムカチェヴォにはいくつかの教会がある。

ムカチェヴォにおける教会
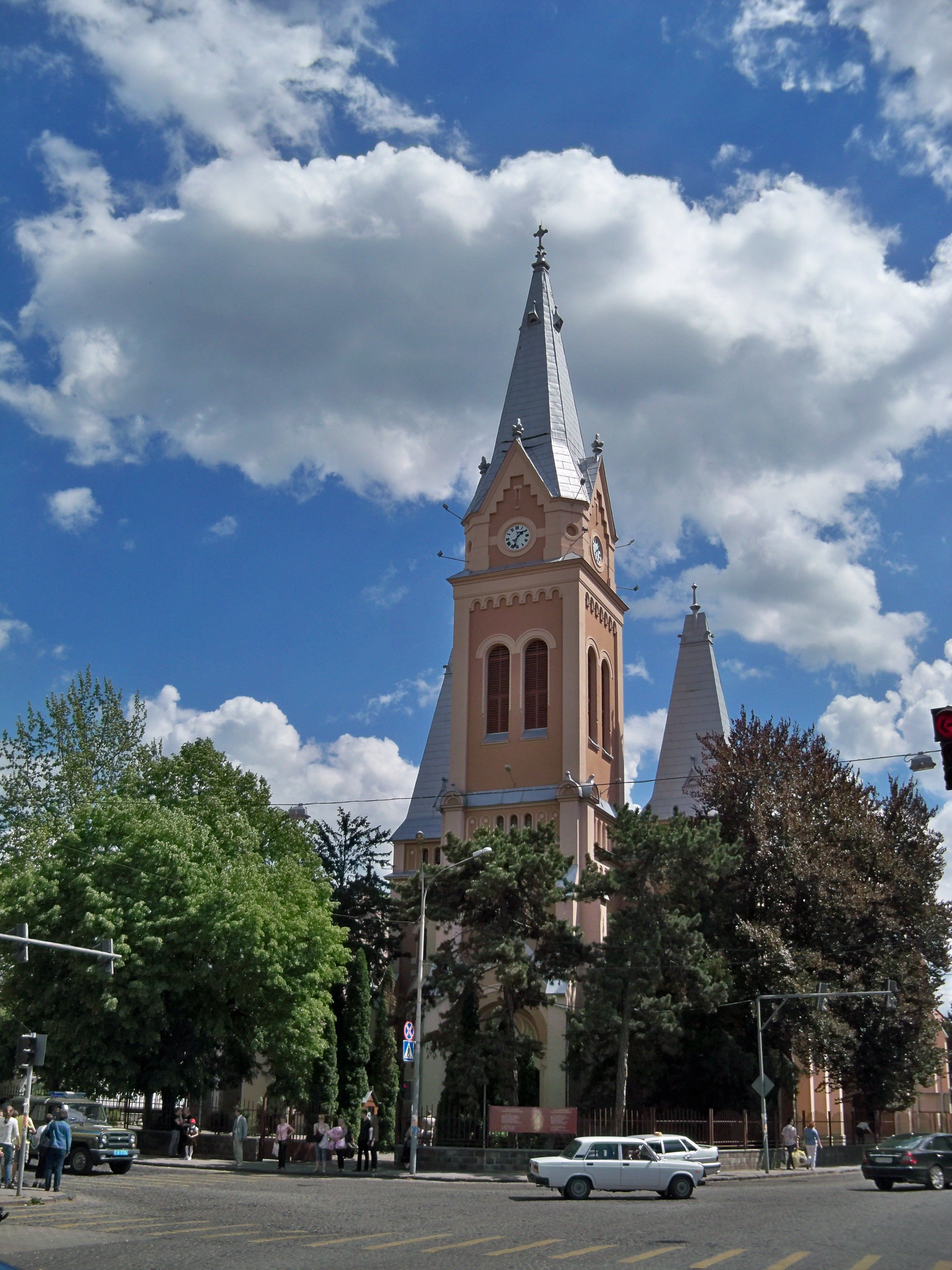
トゥールのサン マルタン大聖堂
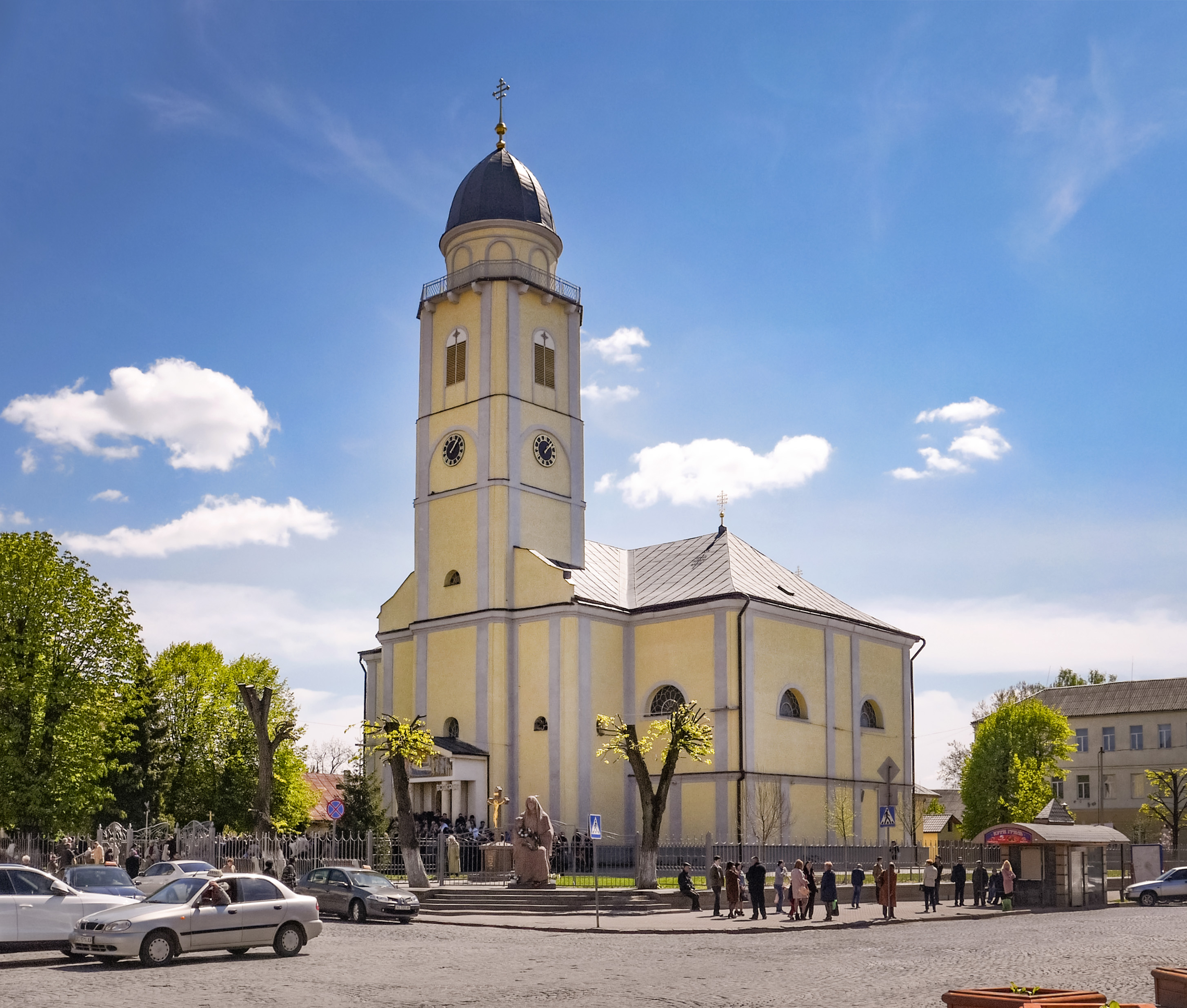
コンカフェドラル聖母被昇天大聖堂
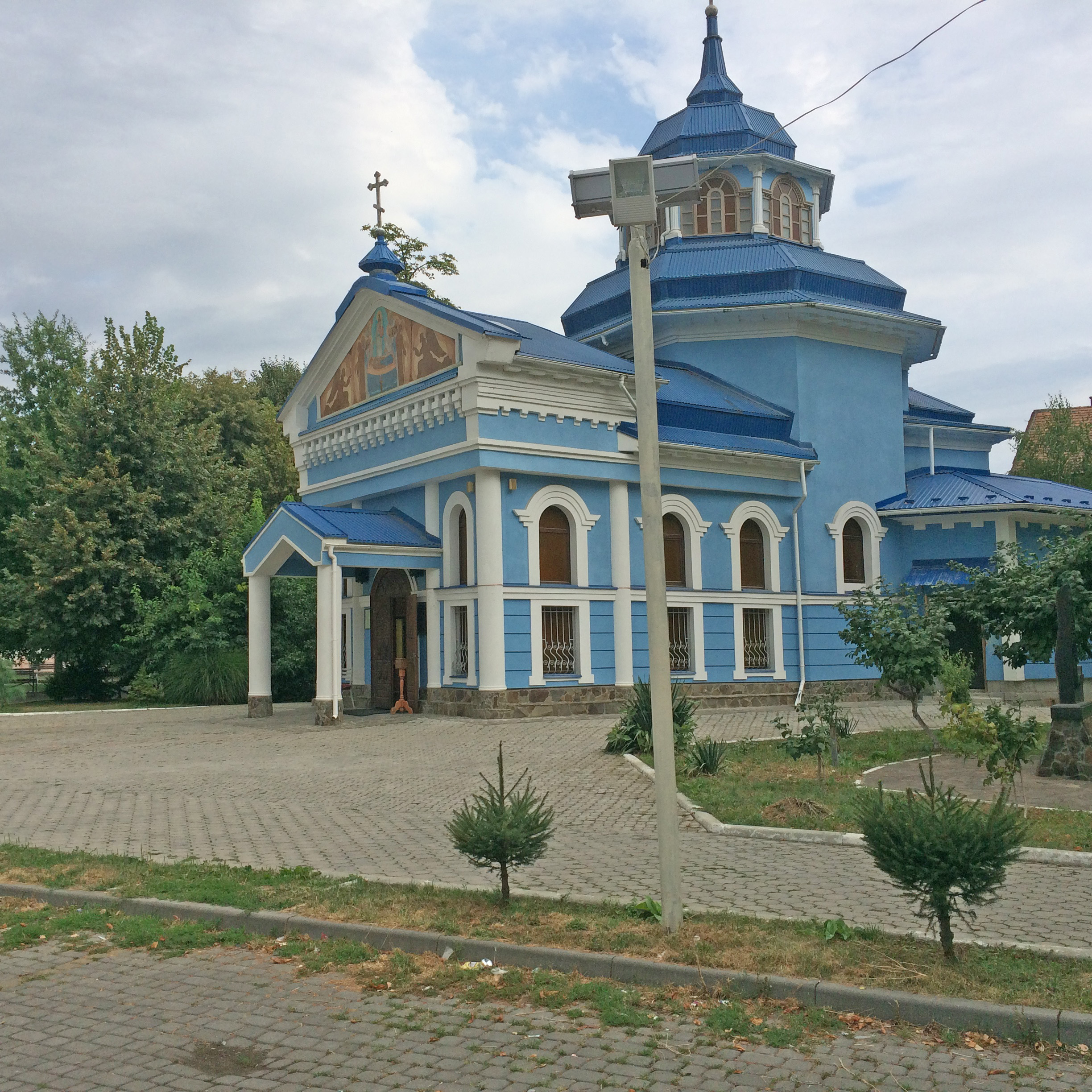
神の聖母被昇天教会
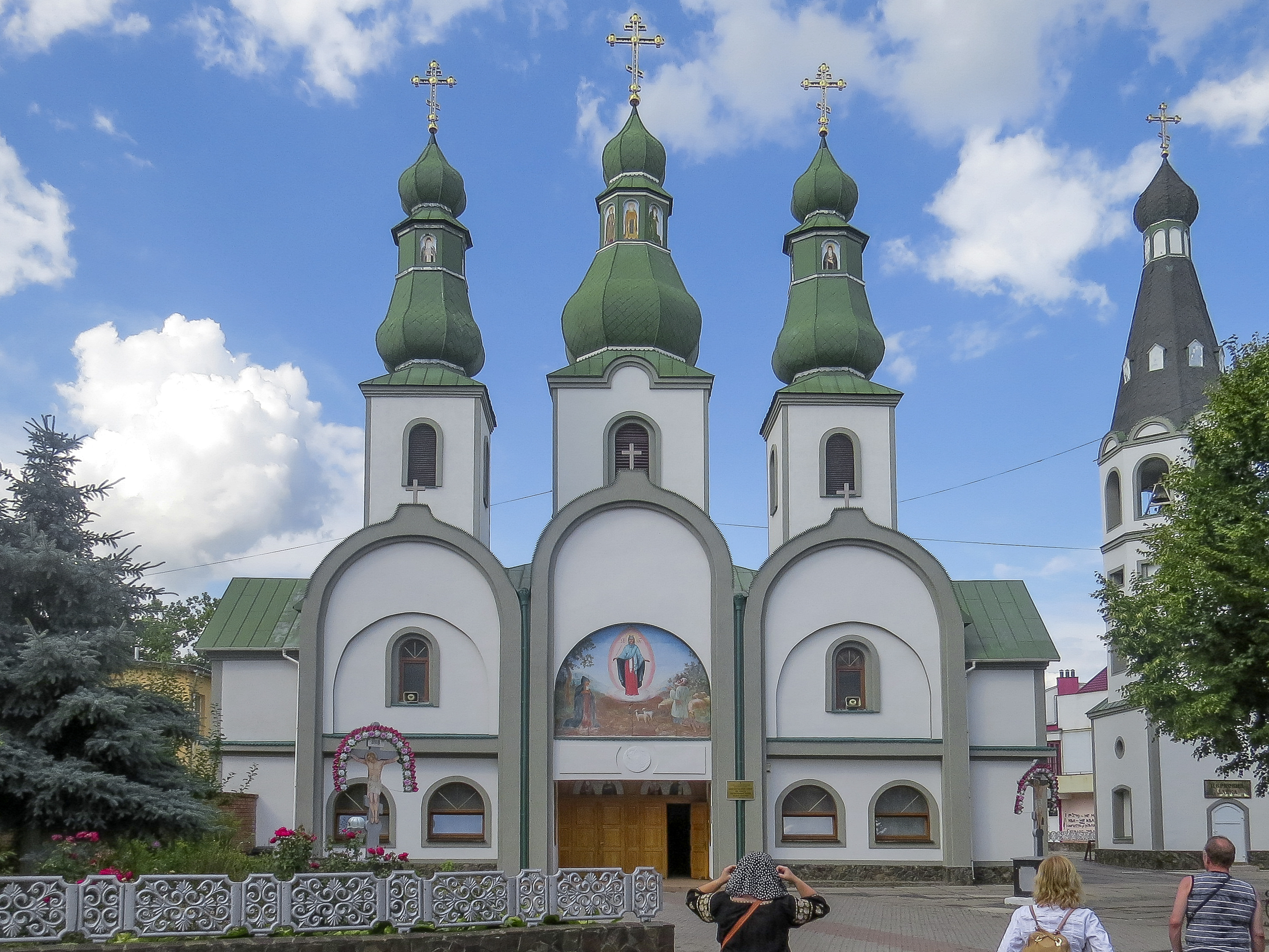
神の母のイコン「ポチャイフスカ」教会
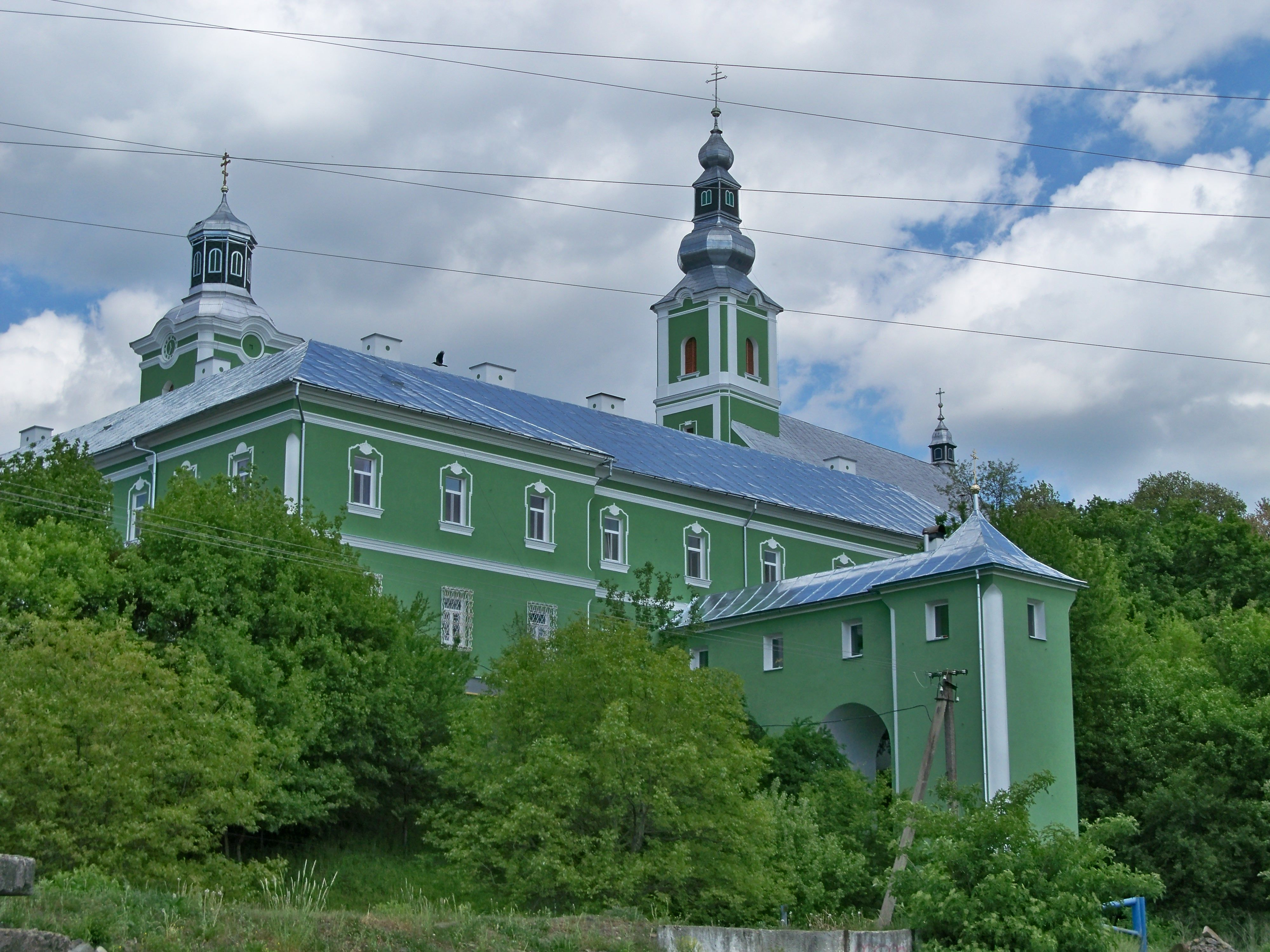
聖ニコラス修道院とその壁の 1 つの眺め
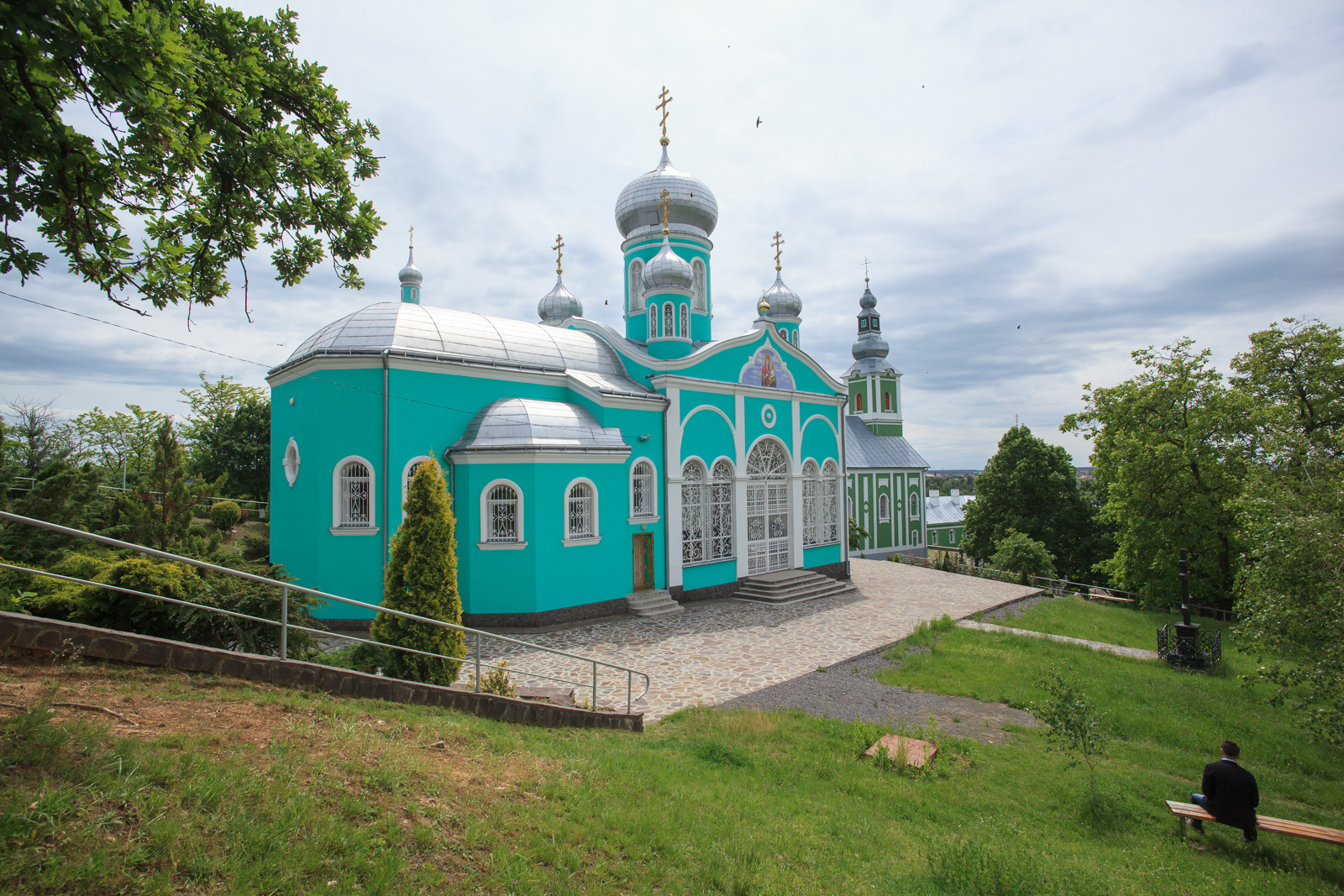
聖ニコラス修道院の領土にある礼拝堂
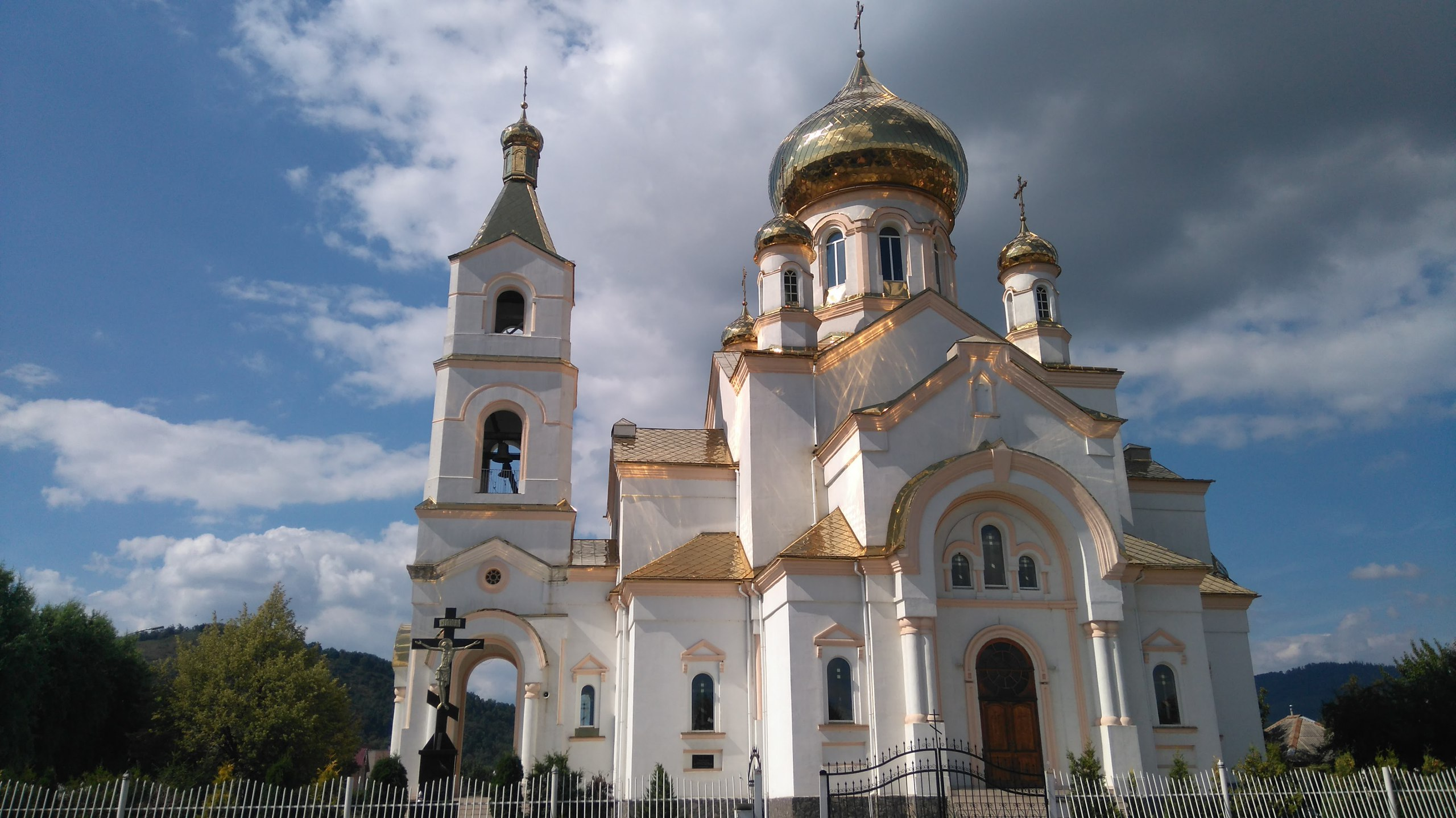
至神聖母生誕大聖堂
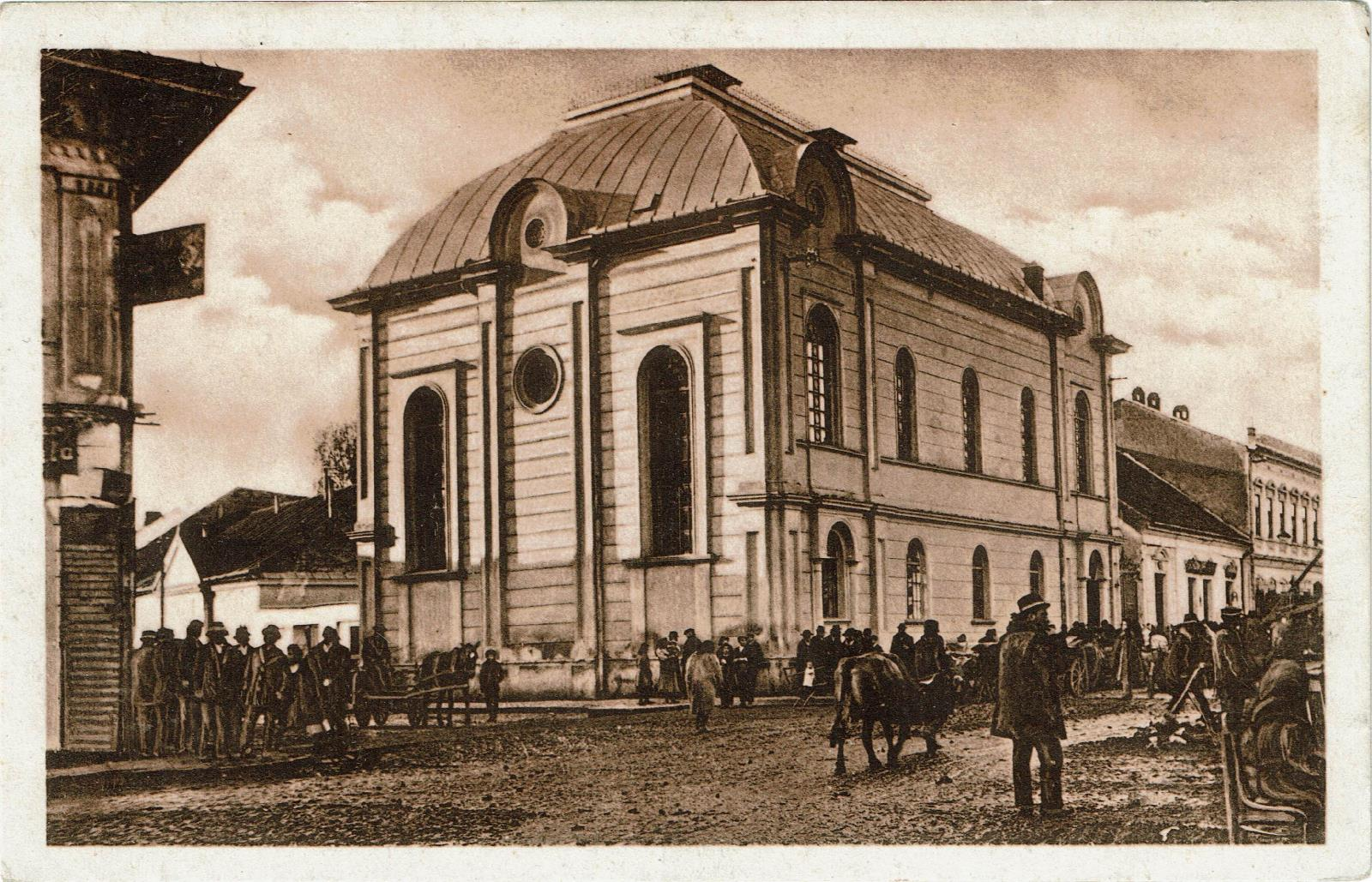
かつでのシナゴーグ

## 交通

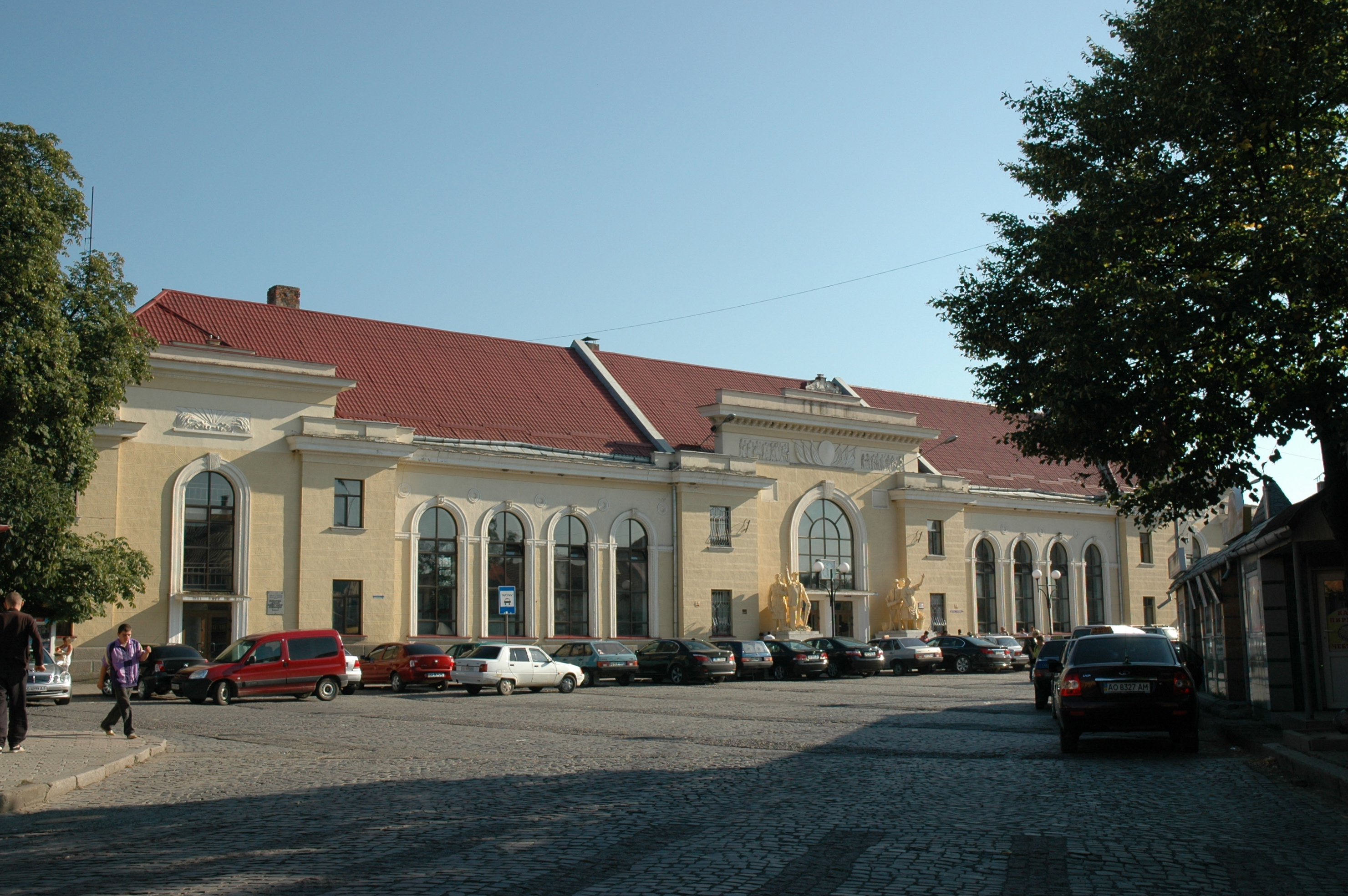
ムカチェヴォ駅

ムカチェヴォ市内にあるムカチェヴォ駅の周辺では機関車庫、線路駅、信号および通信設備が位置する。2019年12月9日にムカチェヴォ駅からハンガリーのブダペスト市までの特急が運行開始した。
ムカチェヴォには2017年9月12日に10本市内バス路線が運転を開通し、またいくつかの郊外路線がある。

## 姉妹都市
- ハンガリー:
  - ニールメッゲジュ（ハンガリー語版、英語版）
  - マテサルカ（ハンガリー語版、英語版）
  - エゲル
  - キスヴァルダ（ハンガリー語版、英語版）

- ウクライナ:
  - コロムィーヤ

- スロバキア:
  - プレショフ

- セルビア:
  - スボティツァ

- ドイツ: バンベルク
- チェコ: Pelhřimov
- ポーランド: Mielec[8]